# Colchicum asteranthum
Colchicum asteranthum là một loài thực vật có hoa trong họ Colchicaceae. Loài này được Vassiliades & K.M.Perss. mô tả khoa học đầu tiên năm 2002.